# العرام (الحد)

تعديل مصدري - تعديل

العرام هي إحدى قرى عزلة الحد بمديرية الحد التابعة لمحافظة لحج، بلغ تعداد سكانها 332 نسمة حسب تعداد اليمن لعام 2004.